# 吳金川
吳金川（1905年6月23日—1997年11月17日），臺南人，銀行家。

## 生平
1905年，吳金川出生於大日本帝國臺灣臺南州臺南市。
後來，他就讀於公學校、長老教中學、臺南商業專門學校、臺南高等商業學校，又因學業成績優異被薦入東京商科大学（後成為一橋大學）本科。在東京商科大学，他成為高垣寅次郎的學生，並專攻貨幣金融；最終，他在該校取得商學碩士文憑。
完成學業後，他前往滿州中央銀行任職，並在該行提倡銀本位制。
1934年至1936年，他被短暫派駐於上海，並曾前往南昌觀摩「新生活運動」。
1940年，吳三連前往中國東北地區並拜訪他，更替他與楊肇嘉說媒；同年10月15日，他與楊肇嘉之女楊湘玲在東京舉行婚禮。
1943年，楊肇嘉在前往探視吳金川一家途中於新義州遭押送至平安北道監禁，吳金川因等待甚久，隨後展開救援行動。
1945年，他在中國抗日戰爭結束後，隨同張嘉璈任職於國民政府東北行轅經濟研究處主任研究員。
1949年9月，他前往臺灣出任臺灣省合作金庫業務部經理。
1952年3月，他進入彰化商業銀行任職，歷任副總經理、總經理及董事長，後於1966年屆齡退休。

## 家庭
妻子楊湘玲，岳父楊肇嘉，他也因此與蔡萬才成為連襟。他與楊湘玲育有一子二女，長女為吳芳枝。

## 家族
吳金川的父親吳鏡秋（字應澄）是一名秀才，他後來在臺灣總督府臺南師範學校與長榮中學教授漢學（一說漢文）。

## 另見
- 安平五洋行
- 臺灣糖業史
- 五條港 (臺南)
- 陳重光
- 方振基
- 方慶佐

## 外部鏈結
- 吳金川 - 臺南市政府文化局（页面存档备份，存于）
- 吳金川 - 國家圖書館期刊文獻資訊網中國文化研究論文目錄系統：進階查詢[]